# Ingrida Šimonytė
Ingrida Šimonytė   (Vílnius, 15 de novembre de 1974) és una economista i política lituana. Va ser primera ministra de Lituània d'en̠çà del 25 de novembre del 2020 fins al 12 de desembre del 2024.

## Biografia
Šimonytė és una política independent, tot i que ha estat afiliada a la Unió Patriòtica - Democristians Lituans, va ser nomenada ministra de finances del segon gabinet de Andrius Kubilius el 2009, renunciant al càrrec l'any 2012 sent nomenada vicepresidenta del Consell del Banc de Lituània i presidenta del Consell de la Universitat de Vílnius, professora d'economia a l'Institut de Relacions Internacionals i Ciències Polítiques de la Universitat de Vílnius i de finances públiques a ISM Universitat d'Economia i Gestió.
Šimonytė va renunciar el 31 d'octubre de 2016 per assumir les seves funcions com a membre del Seimas, ja que va ser escollida en el districte electoral d'Antakalnis a les eleccions legislatives lituanes de 2016.
El 4 de novembre de 2018, va guanyar les primàries del partit Unió Patriòtica - Democristians Lituans (TS-LKD) (78,71% contra Vygaudas Usackas) per a les eleccions presidencials de Lituània de 2019. A la primera volta, Šimonytė va quedar en primera posició amb el 31,13% dels vots per davant de Gitanas Nausėda. No obstant això, Nausėda a la segona volta va aconseguir recaptar el suport de tots els partits que havien quedat fora de la segona volta, per la qual cosa va obtenir la victòria amb el 66,72% dels sufragis.

### Primera ministra
Com que cap partit o coalició electoral va aconseguir la majoria absoluta a les eleccions legislatives lituanes de 2020 es va formar un govern de coalició. El 15 d'octubre, quatre dies després de la primera volta, els líders de la Unió Patriòtica - Democristians Lituans, el Moviment Liberal i el Partit de la Llibertat formar un govern de coalició encapçalat com a primera ministra per Ingrida Šimonytė, que va prendre possessió del càrrec el 25 de novembre de 2020. És la segona dona que ocupa el càrrec, després de Kazimira Prunskienė.
L'octubre de 2023, Šimonytė va anunciar que tornaria a presentar-se a la presidència a les eleccions presidencials de Lituània de 2024, celebrades el maig, que va tornar a perdre davant Gitanas Nausėda. El mandat de Šimonytė com a primera ministra va acabar després de la derrota del seu partit davant el Partit Socialdemòcrata de Lituània a les eleccions parlamentàries lituanes de 2024 a l'octubre.

## Vida privada
A més del seu natiu lituà, Šimonytė parla anglès, polonès i rus, així com suec bàsic.